# Namiki (azienda)

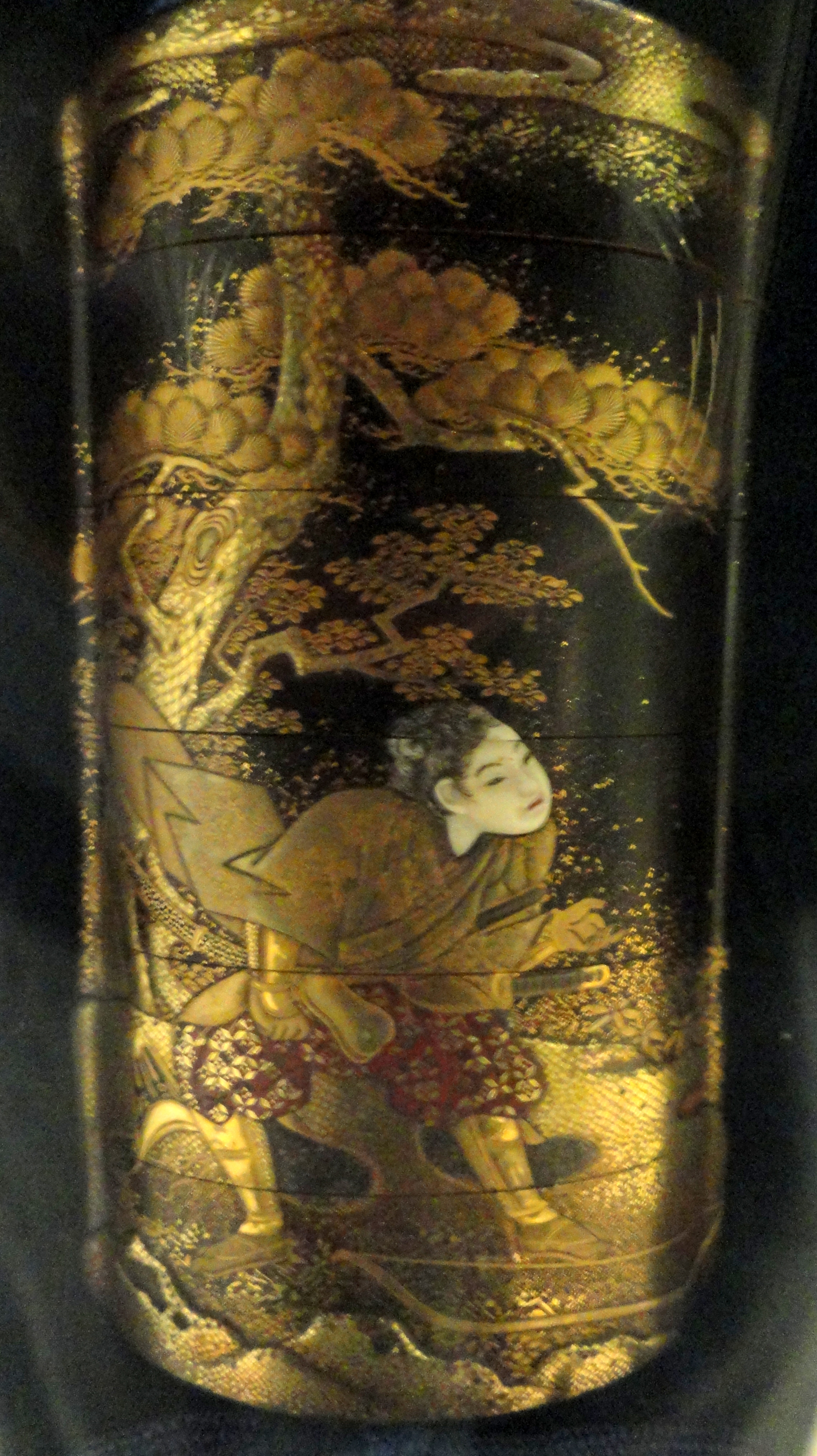
Esempio di opera realizzata con la tecnica Maki-e

Namiki o Pilot-Namiki, è un'azienda giapponese di penne stilografiche gioiello nata nel 1918. Essa fa parte del gruppo multinazionale Pilot Corporation.

## Storia
La fabbrica fu fondata nel 1918 a Tokyo da Ryosuke Namiki e Matsuo Wada con il nome di Namiki Manufacturing Company.
Nel 1926 l'azienda introdusse le prime penne decorate con la tecnica Maki-e, successivamente nel 1930 la Dunhill inglese diventò il distributore unico delle Pilot prodotte con la tecnica Maki-e fuori dal Giappone. Nel 1938 l'azienda cambia nome in Pilot Pen Co., Ltd.
La sua produzione si concentra esclusivamente nella produzione di penne di alta e altissima gamma; molti modelli sono prodotti con la preziosa e laboriosa tecnica detta: Maki-e. Questa tecnica, vecchia di 1500 anni, usa in modo sapiente e laborioso le lacche e sottili lamine d'oro raggiungendo risultati di vere e preziose opere d'arte. La tecnica che fu anche successivamente utilizzata dalla Sailor, dalla Platinum e Nakaya altre aziende di penne giapponesi.